# شون أنتوني
شون أنتوني (بالإنجليزية: Sean Anthony)‏ هو كاتب أغاني أمريكي، ولد في 10 فبراير 1982 في ديترويت في الولايات المتحدة.